# Hedgpethia chitinosa
Hedgpethia chitinosa är en havsspindelart som först beskrevs av Hilton, W.A. 1943.  Hedgpethia chitinosa ingår i släktet Hedgpethia och familjen Colossendeidae. Inga underarter finns listade i Catalogue of Life.